# Corydalis leucanthema
Corydalis leucanthema är en vallmoväxtart som beskrevs av Cheng Yih Wu. Corydalis leucanthema ingår i släktet nunneörter, och familjen vallmoväxter. Inga underarter finns listade i Catalogue of Life.